# V karavanu po Maďarsku
V karavanu po Maďarsku je český cestopisný seriál České televize. Byl vysílán od 8. března do 26. dubna 2023 na ČT2 vždy ve středu ve 21:00. Skládá se z osmi epizod, kterými provází slovenská herečka s maďarskými kořeny Vica Kerekes. Seriál následuje po divácky velmi úspěšném pořadu V karavanu po Česku. Kerekes v jednotlivých dílech cestuje v obytném voze po Maďarsku a navštěvuje jak proslulá, tak i méně známá místa, která jsou často spojená s jejím dětstvím. Důležitou roli v jejím putování hraje příroda a léčivé termální prameny. Zvláštní pozornost věnuje gastronomii, především vínu. Ochutnává ale i jiné speciality maďarské kuchyně, zajímá se o tamní kulturu a snaží se „svou“ zemi představit českým divákům.

## Seznam dílů
| Pořadí | Významná navštívená místa                        | Datum vysílání  |
| ------ | ------------------------------------------------ | --------------- |
| 1      | Ostřihom, Tata, Pannonhalma                      | 8. března 2023  |
| 2      | Somló, Hévíz, Tihany                             | 15. března 2023 |
| 3      | Székesfehérvár, Bory-vár, Szentendre             | 22. března 2023 |
| 4      | Mátra, Eger, Mezőkövesd, Lillafüred              | 29. března 2023 |
| 5      | Hrad Boldogkö, Sárospatak, Tokajská oblast       | 5. dubna 2023   |
| 6      | Národní park Hortobágy, Hajdúszoboszló, Debrecín | 12. dubna 2023  |
| 7      | Gyula, Makó, Segedín                             | 17. dubna 2023  |
| 8      | Budapešť                                         | 26. dubna 2023  |